# Equipa reserva
Uma equipa reserva, ou um time reserva, também conhecida como time B ou filial, é uma equipe menor, utilizada principalmente por jogadores das categorias de base e jogadores não utilizados pela equipe principal. Normalmente utilizado no futebol, mas também encontrado em outros esportes, a equipe reserva geralmente é proibida de disputar a mesma competição que o time principal.

## Lista de equipes reservas no futebol

### Espanha
| Clube Principal    | Equipe Reserva                          |
| ------------------ | --------------------------------------- |
| Atlético de Madrid | Atlético de Madrid B[carece de fontes?] |
| Barcelona          | Barcelona B                             |
| Espanyol           | Espanyol B[carece de fontes?]           |
| Real Madrid        | Real Madrid Castilla                    |
| Real Sociedad      | Real Sociedad B                         |
| Real Zaragoza      | Deportivo Aragón                        |
| Sevilla            | Sevilla AC                              |

### Portugal[9]
| Clube Principal | Equipa Reserva |
| --------------- | -------------- |
| Porto           | Porto B        |
| Benfica         | Benfica B      |
| Sporting        | Sporting B     |
| Vitória SC      | Vitória SC B   |
| Braga           | Braga B        |
| Marítimo        | Marítimo B     |